# Rajčatový protlak
Rajčatový protlak (též rajský protlak) je výrobek hustší, ale jemné konzistence který se vyrábí z vyzrálých rajčat, jež jsou zbavena semínek a slupky. Tato rajčata se propasírují, zredukuje se v nich obsah vody a zakonzervují se. Do protlaků se přidává sůl, někdy i cukr a náhradní sladidla.
Protlaky se dělí:
- na protlaky se 100% zeleninovým podílem
- na protlaky s přídavkem soli
- na protlaky s podílem přidaného cukru.

Rajčatové protlaky se stejně jako pyré nejvíce používají k přípravě pokrmů, zejména omáček (rajská omáčka, na špagety,...), do polévek atd.